# Font del Tibell
La Font del Tibell és una font del terme de Llimiana, a la vall del barranc de Barcedana.
Està situada a 757 m d'altitud, en el Bosc de Llimiana, al capdavall (nord) del Serrat Ample, a l'esquerra del barranc de Barcedana i a la dreta de la llau del Serrat Estret.